# فيلق الخمبرجية
فيلق الخمبرجية (بالتركية: Humbaracı Ocağı)‏، وهو الفيلق الذي كانت تنتمي إليه الطبقة التي تصنع وتستخدم الخُمبره (قنبلة يدوية من الحديد أو البرونز) في الجيش العثماني. وهي أول وحدة عسكرية متخصصة في استخدام مدافع الهاون في العالم.

## الاسم
- الخُمبره (بالتركية: Humbara)‏ (بالإنجليزية: Bomb-shell)‏ تعني في اللغة التركية العثمانية "قذيفة مدفعية" أو "قنبلة يدوية"، وهي قنبلة يدوية مصنوعة من الحديد أو البرونز .
- خمبرەجى (بالتركية: Humbaracı)‏(بالإنجليزية: Bombardier)‏ هو "رامي القنابل" أو "قنَّاص المدفعية"، وهم الجنود المتخصصون في إطلاق القذائف أو القنابل المدفعية في الجيوش العثمانية، وهم من وحدة الخُمبارجية، التي كانت متخصصة في استخدام المدافع والقنابل اليدوية.

## التأسيس

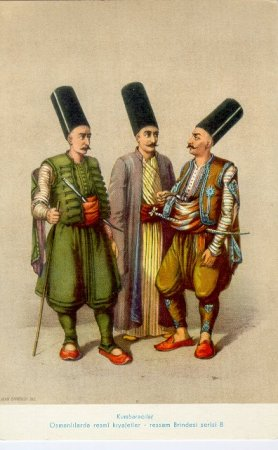
خُمبرجية.
تيمار (اقطاعي)/ علوفجي / ضابط تيماري

تأسس فيلق الخمبرجية في القرن السادس عشر في الدولة العثمانية على يد ضابط مدفعية عثماني يُدعى "مصطفى" الذي أنشأ أول مسبك لصب قنابل البرونز (الخُمبره) لتعزيز قوة النيران لدى وحدات المشاة المتنقلة. وفي عام 1729م، انضم الكونت كلود الكسندر دي بونيفال، المعروف بعد إسلامه بـ"أحمد باشا الخمبرەجى"، إلى الدولة العثمانية وساهم في تطوير وتنظيم الفرقة. وفي عام 1783م، قام الصدر الأعظم خليل حميد باشا بإدخال تعديلات جديدة على نظام الخُمبارجية، تلاها في عام 1792م إصدار لائحة زادت من صلاحياتهم.
بفضل جهود أحمد باشا الخمبرەجى، أصبح فيلق الخمبرجية من أكثر الوحدات انضباطًا وتنظيمًا في الجيش العثماني.

## الإصلاح
في القرن الثامن عشر، برزت الحاجة إلى إصلاح فيلق الخمبرجية في الدولة العثمانية. بناءً على توصية أحمد باشا الخمبرەجى والصدر الأعظم طوبال عثمان باشا، فتم إعداد مشروع إصلاحي عام 1731م.
وفي عام 1733م، تأسس الفيلق في منطقة أسكدار بإسطنبول. تم جلب 300 مرشح من البوسنةو300 آخرين من حاميات مختلفة من التيمار تم اختيارهم من مختلف القلاع، ليبدأوا تدريبهم على تصنيع واستخدام القنابل (الخُمبره). وبموجب القانون الصادر، تم ترتيب ذهاب الجنود في مجموعات من 25 فردًا، ليتلقوا تدريبهم في اسطنبول.
وتم اتخاذ خطوات نحو إنشاء مصنع لإنتاج القنابل.
مع مرور الوقت، تأثرت الفرقة بالفساد والاضطرابات التي شهدتها قوات الإنكشارية في فيلق القابي قولو ، مما أدى إلى تدهور أوضاعها. خلال أحداث "الواقعة الخيرية" عام 1826م، دعم فيلق الخُمبارجية الدولة في مواجهتها للإنكشارية. وفي عهد السلطان محمود الثاني، ومع تأسيس "العساكر المنصورة المحمدية"، تم حل فيلق الهُمبارَجية، ولكنها استمرت بشكل محدود حتى فترة حكم السلطان عبد الحميد الثاني.